# Doullens Communal Cemetery Extension N°2
Le Doullens Communal Cemetery Extension N°2  est un cimetière militaire de la Première Guerre mondiale situé  sur le territoire de la commune de Doullens, dans le département de la Somme, au nord d'Amiens.

## Localisation
Ce cimetière est contigu au cimetière communal, Rue du Cimetière.

## Histoire

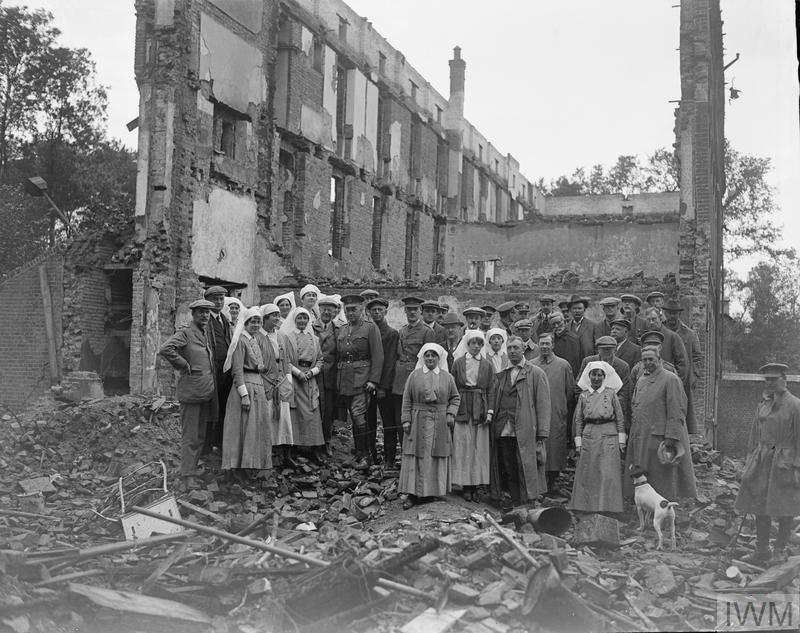
Journalistes canadiens visitant les ruines de l'Hôpital général canadien n° 3 à Doullens, bombardé lors d'un raid aérien dans la nuit du 29 mai 1918. 27 juillet 1918. © IWM (Q 9125).

C'est à Doullens que le général Foch installa son quartier général au début de la Première Guerre mondiale.
 
C'est également à Doullens que le Grand Quartier général des armées alliées fut créé en mars 1918. Foch reçut officiellement le titre de général en chef des armées alliées en France et il prit le commandement des armées alliées sur le front occidental.

De l'été 1915 à mars 1916, Doullens constitue un carrefour entre la Xe Armée française sur le front d'Arras et la Troisième Armée du Commonwealth sur la Somme.

C'est dans la citadelle, qui surplombe la ville que fut établi un hôpital militaire français dont les soldats décédés des suites de leurs blessures furent inhumés dans le cimetière français qui jouxte le cimetière communal.

De février 1916 à avril 1918, ces unités médicales continuent d'inhumer dans l'extension française n°1 du cimetière communal. En mars et avril 1918, l'avancée allemande lors de l'Offensive  du Printemps de l'armée allemande et les combats désespérés, une deuxième extension est donc commencée du côté opposé au cimetière communal.

L'extension N°2 comporte 374 sépultures du Commonwealth de la Première Guerre mondiale et 87 tombes de guerre allemandes

## Caractéristiques
Le cimetière britannique a un plan rectangulaire 40 m sur 20.
Il est entouré d'un muret de pierre.

Le cimetière a été conçu par Charles Holden

## Galerie

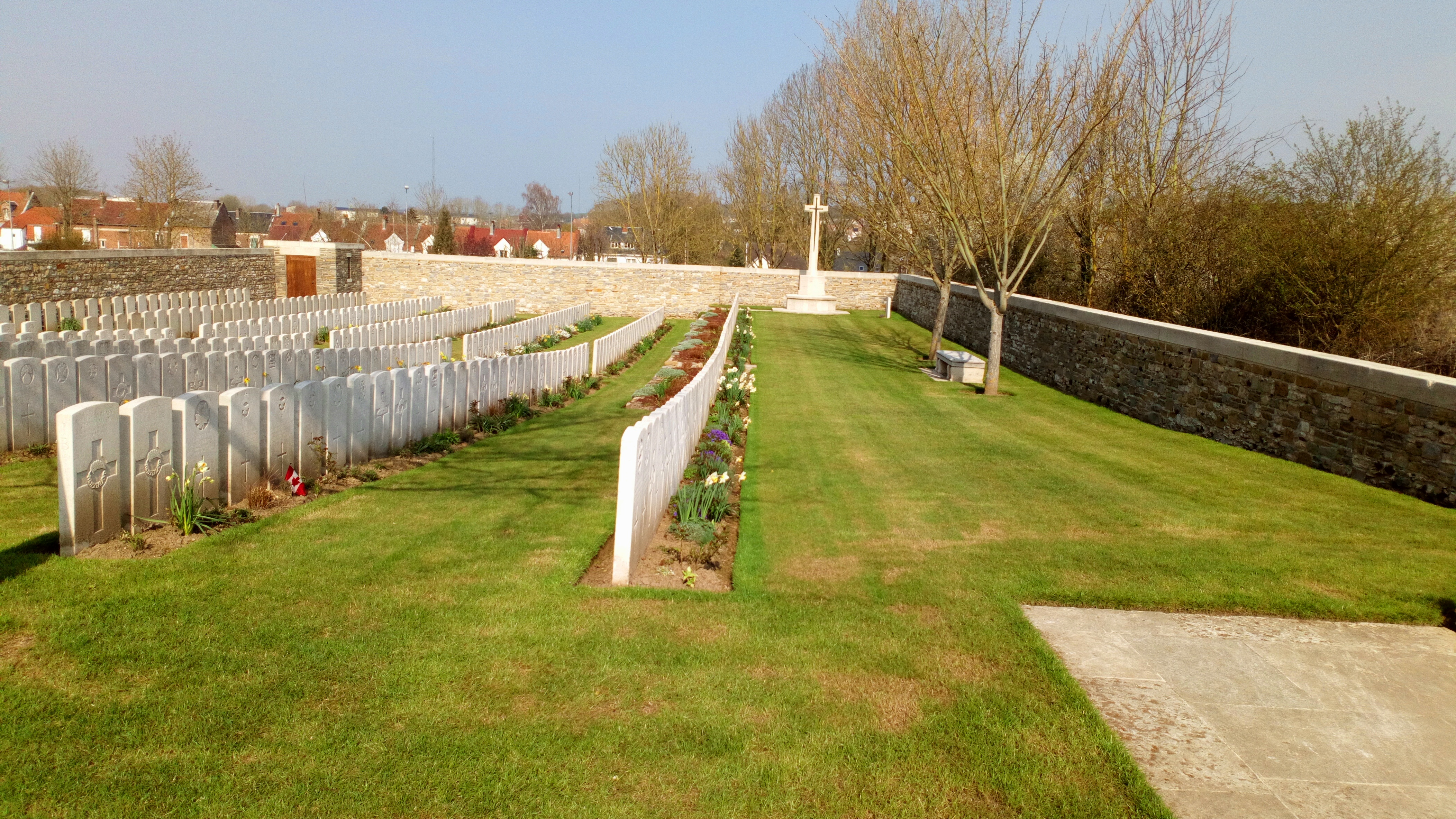
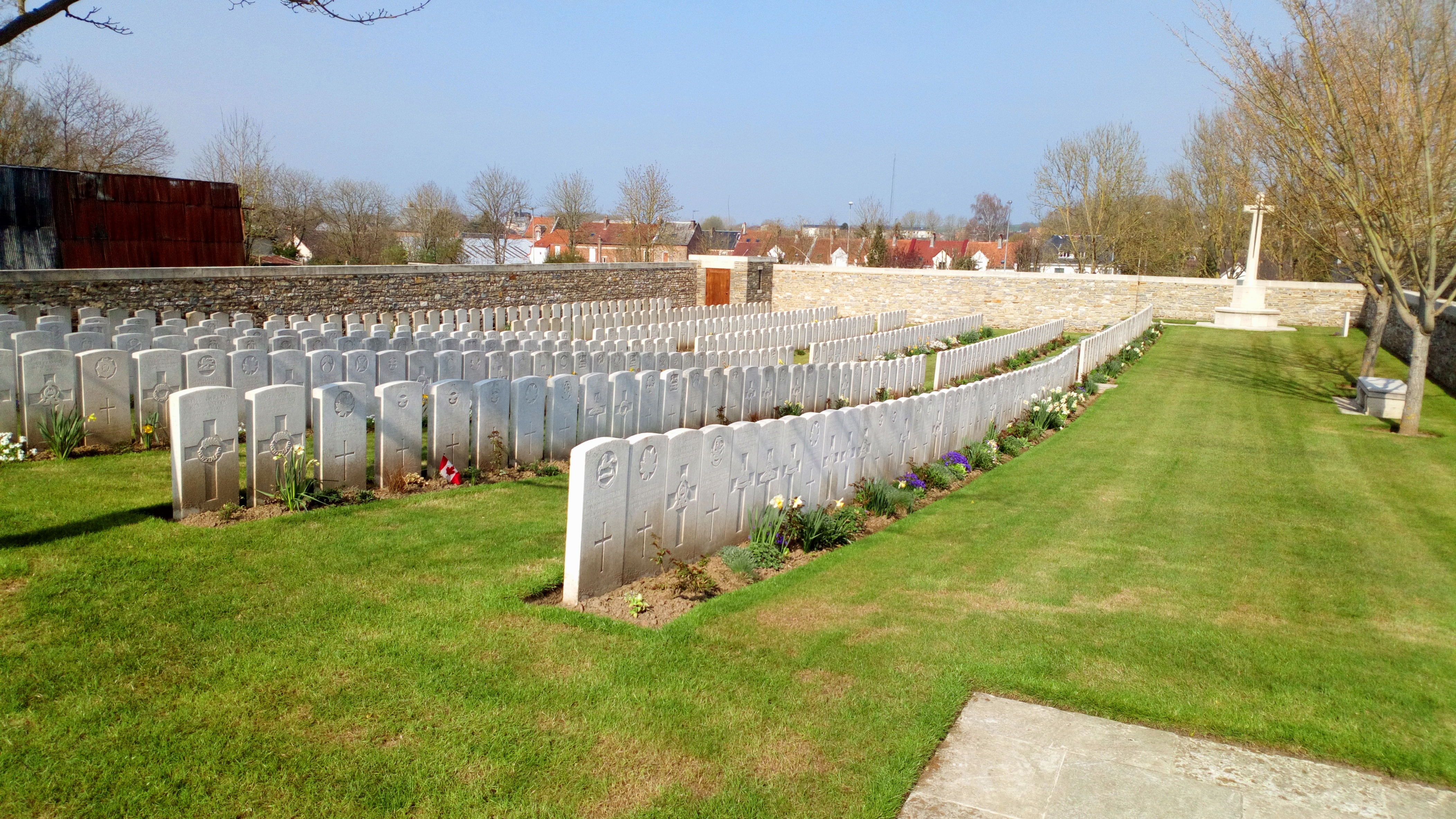
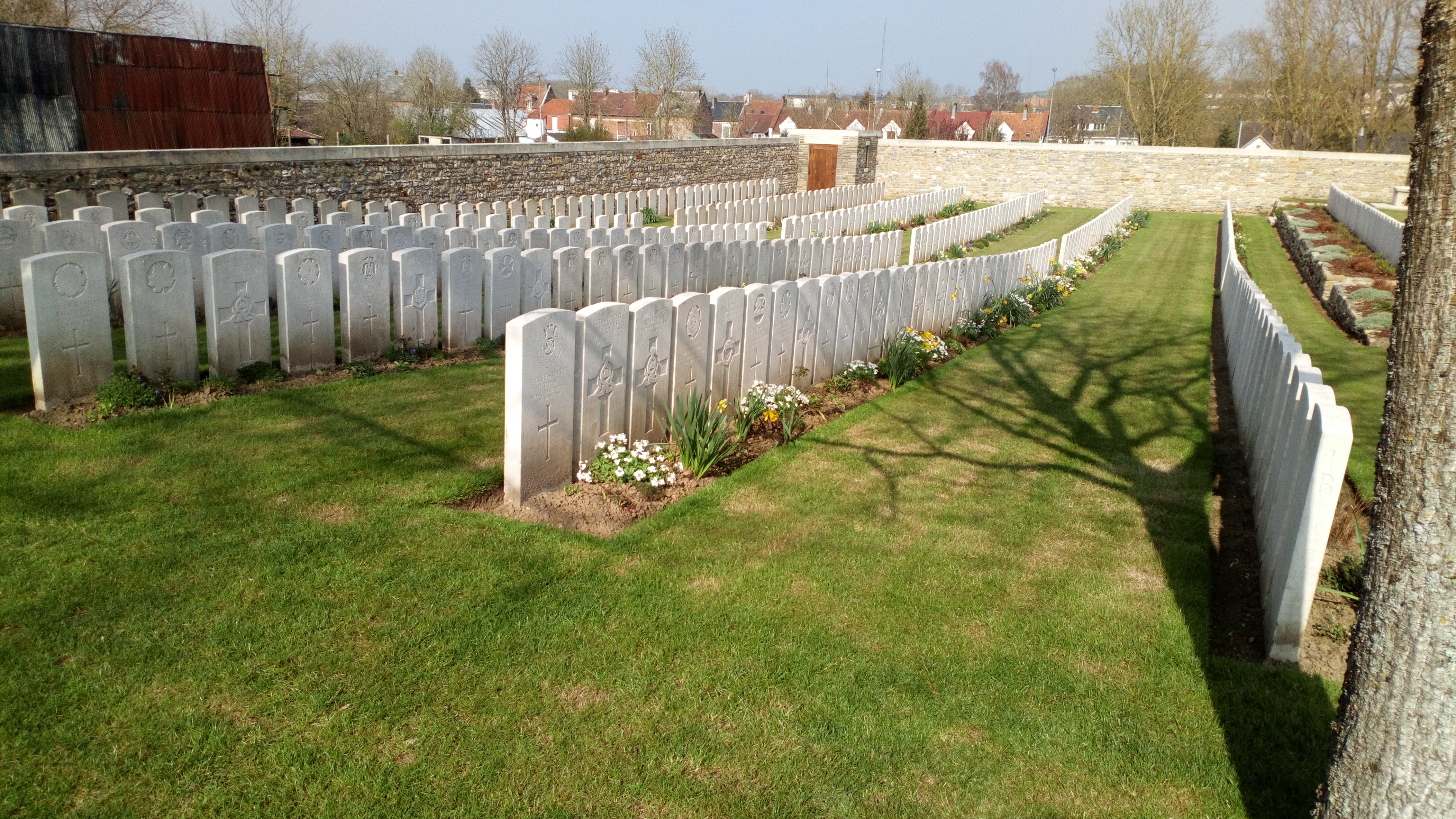
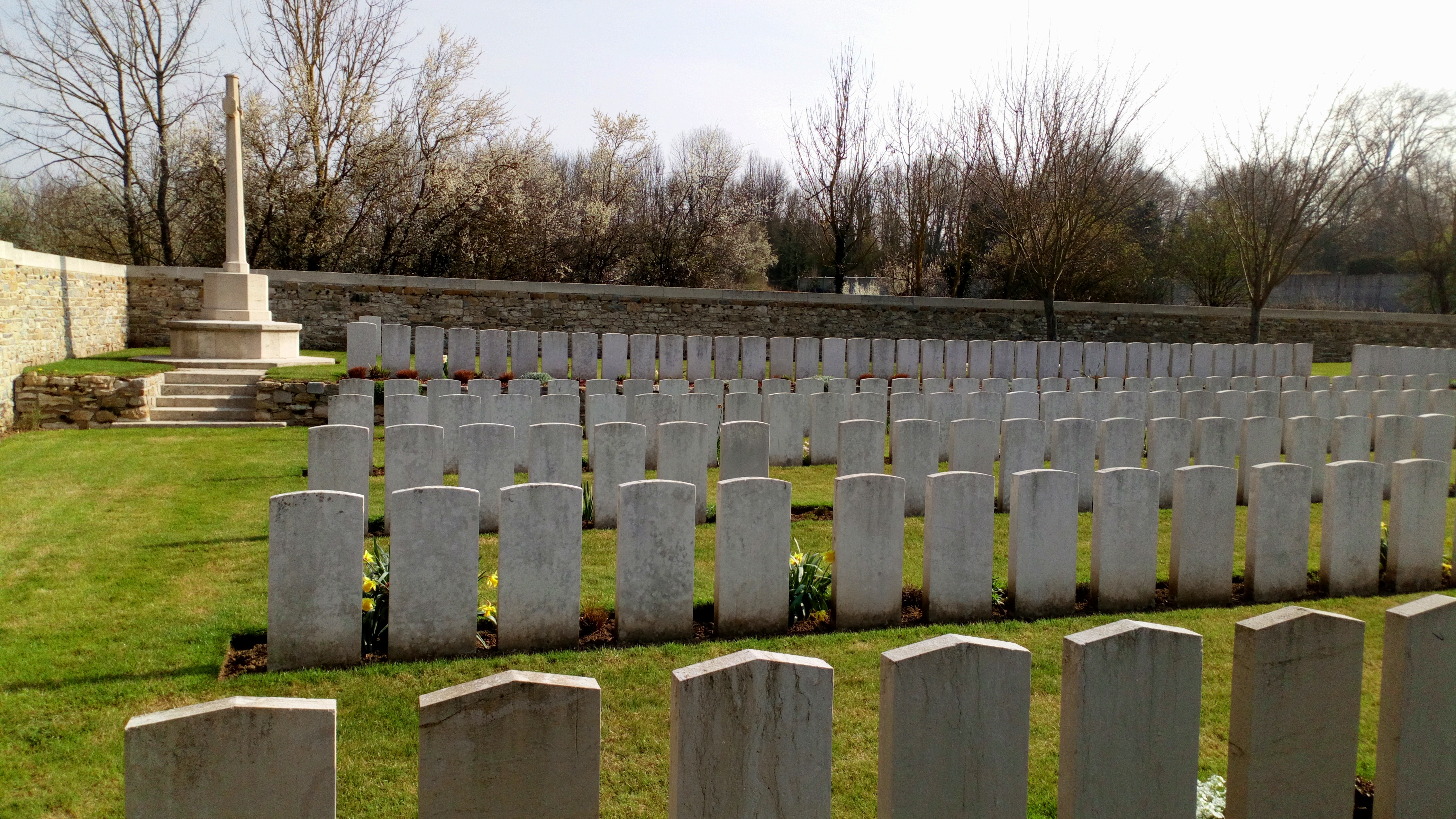

## Sépultures
| Pays        | Sépultures |
| ----------- | ---------- |
| Royaume-Uni | 374        |
| Allemagne   | 87         |
| Total       | 461        |